# Greenwood, Illinois
Greenwood är en ort i McHenry County i delstaten Illinois, USA.